# Герман Бубендей
Герман Бубендей (нім. Hermann Bubendey; 5 грудня 1914, Зальцведель — 28 січня 2005) — німецький офіцер, майор Генштабу люфтваффе. Кавалер Німецького хреста в золоті.

## Нагороди
- Медаль «За вислугу років у Вермахті» 4-го класу (4 роки)
- Залізний хрест 2-го і 1-го класу
- Німецький хрест в золоті (15 грудня 1941) — як обер-лейтенант 5-ї батареї 1-го дивізіону 64-го зенітного полку.
- Нагрудний знак зенітної артилерії люфтваффе
- Нагрудний знак люфтваффе «За наземний бій»
- Кримський щит
- Нарукавна стрічка «Африка»
- Медаль «За зимову кампанію на Сході 1941/42»
- Орден Зірки Румунії, офіцер
- Медаль «За італо-німецьку кампанію в Африці» (Італія)
- Медаль «Хрестовий похід проти комунізму» (Румунія)
- Нагрудний знак військового пілота (Болгарія) в сріблі